# 广卫街道
广卫街道，是中华人民共和国广东省广州市越秀区一个已撤销的街道办事处。
2012年时，下辖12个社区：莲花井社区、雨帽社区、华宁里社区、昌兴社区、财厅前社区、越华大院社区、都府社区、长胜里社区、登云里社区、雅荷塘社区、仁生里社区、青莲里社区。2013年2月8日，广州市人民政府批复同意撤销广卫街道，将其所辖行政区域划归北京街道。